# Sistema político-electoral en las Islas Marianas del Norte

Escudo Nacional y Sello de Gobierno

La política y las elecciones de las Islas Marianas del Norte se desarrollan en el marco de un sistema democrático de carácter representativo presidencial y pluriforme, por el que el Gobernador es el jefe de Gobierno. Es un territorio no incorporado de los Estados Unidos y se encuentra en una unión política con este en forma de mancomunidad. El poder ejecutivo es ejercido por el gobernador. El poder legislativo está depositado en las dos cámaras. El poder judicial es independiente del ejecutivo y del legislativo.
Las Islas Marianas del Norte eligen a un jefe de Gobierno, un Teniente Gobernador y a una Asamblea Legislativa. El gobernador es electo para un plazo de cuatro años por los electores. La Legislatura de la Mancomunidad de las Islas Marianas del Norte está conformada por 29 miembros electos. Las Islas Marianas tienen un sistema multipartidista. Aunque han existido varios partidos en la isla, generalmente el votante tiene una tendencia tripartita.
Históricamente, las Islas Marianas del Norte han estado sujetas a las potencias colonizadoras de España, Alemania, Japón y los Estados Unidos, en virtud de un Acuerdo de Territorio en Fideicomiso de las Islas del Pacífico de las Naciones Unidas. Cada potencia aportó elementos que se mezclaron con las culturas indígenas locales para formar la cultura política actual de las Islas Marianas del Norte.
La ciudadanía estadounidense se concedió en 1986. La política en las Islas Marianas del Norte suele ser «más una función de relaciones familiares y lealtades personales», donde el tamaño de la familia extensa de uno es más importante que las calificaciones personales de un candidato. Tanto trabajos académicos como algunos autores sostienen que esto es nepotismo llevado a cabo dentro de los límites de la democracia.

## Poder ejecutivo

### Jefe de Gobierno
El Gobernador de las Islas Marianas del Norte es el jefe de Gobierno de las Islas Marianas del Norte, un estado libre asociado con los Estados Unidos. El cargo fue establecido en 1978 y es elegido por voto popular cada cuatro años.

### Teniente Autónomo
También se tiene un gobierno autónomo que consiste en un gobernador elegido localmente, el Teniente Gobernador de las Islas Marianas del Norte y la Legislatura de la Mancomunidad de las Islas Marianas del Norte.

### Fiscal General
La Oficina del Procurador General de las Islas Marianas del Norte proporciona «asesoramiento y representación legal al gobierno y sus agencias en muchos asuntos vitales para el interés del pueblo. Estos asuntos incluyen la protección de los niños contra el abuso y el abandono, la preservación del medio ambiente, la protección de los activos financieros de la Mancomunidad, la protección de los consumidores y la seguridad pública». Es elegido por voto popular.

### Gobiernos locales
El gobierno local se lleva a cabo a través de cuatro alcaldes regionales.

## Poder legislativo

### Delegado en Estados Unidos
Las elecciones para la Cámara de Representantes de los Estados Unidos en las Islas Marianas del Norte se llevan a cabo para elegir al delegado del territorio ante los el Congreso de los Estados Unidos. El delegado, que es elegido por un período de dos años, representa al distrito congresional general de las Islas Marianas del Norte en los Estados Unidos.

### Cámara Alta
El Senado de las Islas Marianas del Norte es la cámara alta de la Asamblea Legislativa de la Mancomunidad de las Islas Marianas del Norte. El Senado está formado por nueve senadores que representan a tres distritos senatoriales (Saipán y las Islas del Norte, Tinián y Aguiján y Rota), cada uno de ellos una circunscripción plurinominal con tres senadores. El Presidente del Senado de las Islas Marianas del Norte es elegido por la Cámara entre sus miembros.
En caso de que se produzca una vacante menos de dos años antes de que finalice el mandato del senador, el gobernador de las Islas Marianas del Norte designa al candidato que ocupó el segundo lugar en la elección más reciente. Si ese candidato declina su candidatura, el candidato que haya obtenido el siguiente mayor número de votos y que no haya sido elegido pasa a ser el candidato potencial. Si todos los candidatos anteriores declinan su candidatura, el gobernador elegirá a un ciudadano que cumpla los requisitos para que se lo considere. En caso de que se produzca una vacante más de dos años antes de la próxima elección programada, se celebra una elección especial.

### Cámara Baja
La Cámara de Representantes de las Islas Marianas del Norte es la cámara baja de la Legislatura de la Mancomunidad de las Islas Marianas del Norte. El Presidente de la Cámara de Representantes de las Islas Marianas del Norte es elegido por la Cámara entre sus miembros.
En el ciclo electoral de 2007, el número de miembros de la Cámara de Representantes de la CNMI aumentó de 18 a 20. Los representantes cumplen mandatos de dos años y son elegidos en siete distritos electorales:
- Distrito 1: Saipán (6 escaños)
- Distrito 2: Saipán (2 escaños)
- Distrito 3: Saipán y las Islas del Norte (6 escaños)
- Distrito 4: Saipán (2 escaños)
- Distrito 5: Saipán (2 escaños)
- Distrito 6: Tinian (1 escaño)
- Distrito 7: Rota y Aguiguan (1 escaño)

## Poder judicial
Se divide en la Suprema Corte de la Mancomunidad, la Corte Superior y la Corte Federal de Distrito. Los jueces, magistrados y ministros son elegidos por voto popular. Estas elecciones judiciales se llevan a cabo junto con las elecciones legislativas y ejecutivas.

## Elecciones
En el siglo XXI ha habido elecciones generales en: 1999-2000, 2001, 2003, 2005, 2007, 2009, 2012, 2014, 2016, 2018, 2020, 2022, y próximamente en 2024.
Además de un referéndum constitucional en 2010, y elecciones de delegado en 2008 y 2010.